# Philippe Faure (acteur, 1952-2010)
Pour les articles homonymes, voir Philippe Faure et Faure.
Philippe Faure, né le 1er juillet 1952 à Lyon et mort le 18 juillet 2010 dans la même ville, est un auteur, metteur en scène et acteur français. Il est directeur du théâtre de la Croix-Rousse de 1994 à 2010.

## Théâtre
- 1980 : La Muette de Philippe Faure, mise en scène de l'auteur, Festival d'Avignon
- 1982 : Ma, Elo de Philippe Faure, mise en scène de l'auteur, Théâtre de l'Athénée-Louis-Jouvet
- 1988 : Le Petit Silence d'Élisabeth de Philippe Faure, mise en scène de l'auteur, Théâtre National de Strasbourg, Théâtre national de la Colline
- 1992 : La Caresse de Philippe Faure, mise en scène de l'auteur, Théâtre de Nice
- 2000 : Il voulait voir naître une étoile filante de Philippe Faure, mise en scène de l'auteur, Théâtre de la Croix-Rousse, Théâtre Silvia Monfort
- 2001 : Les Papillons blancs de Philippe Faure, mise en scène de l'auteur, Nuits de Fourvière, Théâtre de la Croix-Rousse
- 2001 : Les Étreintes de Philippe Faure, mise en scène de l'auteur, Théâtre de la Croix-Rousse
- 2001 : Moi tout seul de Philippe Faure, mise en scène de l'auteur, Théâtre de la Croix-Rousse
- 2003 : L'Homme des giboulées de Philippe Faure, mise en scène de l'auteur, Théâtre de la Croix-Rousse, Théâtre de l'Est Parisien
- 2004 : Le Jeu de l'amour et du hasard de Marivaux, Théâtre de la Croix-Rousse
- 2004 : Tout moi de Philippe Faure, mise en scène de l'auteur, Théâtre de la Croix-Rousse
- 2005 : El Don Juan d'après Tirso de Molina, mise en scène Omar Porras, Théâtre de la Ville, Théâtre de la Croix-Rousse
- 2005 : La Pitié dangereuse de Stefan Zweig, Théâtre Vidy-Lausanne, Théâtre de la Croix-Rousse
- 2007 : On ne badine pas avec l'amour d'Alfred de Musset, Théâtre de la Croix-Rousse
- 2007 : Naissance d'un clown de Philippe Faure, mise en scène de l'auteur, Théâtre de la Croix-Rousse
- 2008 : La Petite Fille aux allumettes d'après Hans Christian Andersen, Théâtre de la Croix-Rousse
- 2008 : Thérèse Raquin d'après Émile Zola, Théâtre de la Croix-Rousse
- 2009 : Maman j'ai peur dans le noir de Philippe Faure, mise en scène de l'auteur, Théâtre de la Croix-Rousse
- 2010 : Le Malade imaginaire de Molière, Théâtre de la Croix-Rousse

## Publications
- Le fou du viaduc, 1982
- Cinéma 16 (adaptation d'un épisode), 1985
- La Nuit de Michel-Ange, 1992
- Je ne suis pas Frankenstein (adaptation), 1994
- Le Drap blanc de Marie, collection « Le Passeur », éditions Bernard Dumerchez, 1998
- C'est beau Alger, collection « Le Passeur », éditions Bernard Dumerchez, 1998
- Les Papillons blancs, 1999
- Les Étreintes, 2001
- Naissance d'un clown, 2007
- La Petite Fille aux allumettes, 2008
- Thérèse Raquin, d'après la pièce d'Emile Zola, 2008
- Maman j'ai peur dans le noir, 2009